# Dendrobium polyphyllum
Dendrobium polyphyllum är en orkidéart som beskrevs av Rudolf Schlechter. Dendrobium polyphyllum ingår i släktet Dendrobium, och familjen orkidéer. Inga underarter finns listade i Catalogue of Life.